# Departamento del Caquetá
Koordinaten: 1° 0′ N, 74° 0′ W
Das Departamento del Caquetá ist ein Departamento im Süden Kolumbiens. Es grenzt im Uhrzeigersinn (beginnend im Osten) an die Departamentos Vaupés, Amazonas, Putumayo, Cauca, Huila, Meta und Guaviare.
Die Landwirtschaft ist das Rückgrat von Caquetá. Kultiviert werden Mais, Kakao und Zuckerrohr. Seit einiger Zeit spielt der Anbau von Kautschuk eine zunehmend größere Rolle. Auch die Rinder- und Schweinehaltung ist für das Departamento von großer Bedeutung.

## Geologie und Geographie
Im Gegensatz zu den landschaftlich vergleichbaren Departamentos de Meta und Casanare wird im Departamento del Caquetá bisher noch kein Erdöl gefördert. Es sind jedoch Lagerstätten in der Nähe der Stadt Morelia bekannt. Seit Januar 2006 sind konkrete Maßnahmen zu deren geophysikalischer Prospektion in Gang.
Das Departamento liegt am Ostrand der Anden und erstreckt sich bis weit in das Amazonasbecken hinein. Die südliche Begrenzung bildet der zum Stromgebiet des Amazonas gehörende Río Caquetá.
Der Südosten von Caquetá wird vom Äquator durchschnitten. Das Klima ist daher tropisch und feuchtheiß. In der Hauptstadt Florencia beträgt die jährliche Durchschnittstemperatur 27 °C.
Auf dem Gebiet von Caquetá befinden sich zwei Nationalparks: der 1960 ausgewiesene Parque Nacional de la Cueva de los Guácharos mit 9000 ha am Ostrand der Kordillere im Grenzgebiet zu Huila, sowie der 1989 gegründete und 2013 sowie 2018 erweiterte Parque Nacional Natural Chiribiquete (41.548 km²). Bei letzterem handelt es sich um ein aus dem Amazonasbecken aufragendes Tafelgebirge. Ein Besuch ist derzeit wegen der schwierigen Sicherheitslage (s. Kapitel „Sicherheit“) nicht anzuraten, zudem existiert in der Serranía de Chiribiquete keinerlei touristische Infrastruktur.
Der Río Caquetá bildet beim Durchbruch durch die Serranía de Chiribiquete einen reißenden Canyon, die Chorros del Araracuara. Der Fluss verengt sich hier auf eine Breite von lediglich 50 Metern. Dadurch ist eine Nutzung des Río Caquetá für die grenzüberschreitende Schifffahrt unmöglich.

## Geschichte
Der erste Europäer, der das Gebiet des heutigen Caquetá erreichte, war der venezolanische Gouverneur Georg Hohermuth von Speyer, der die Region östlich des Amazonas bis zum Río Putumayo im Auftrag der Augsburger Kaufmannsfamilie der Welser auf der Suche nach dem sagenhaften El Dorado erreichte.
Durch die Lage jenseits der Kordilleren am Rand des Amazonasbeckens wurde Caquetá sehr spät „europäisch“ erschlossen. Die älteste Stadtgründung ist Florencia (1902). Sie geht auf die Missionsbemühungen des Kapuzinerordens zurück. Kautschukgewinnung und Rinderzucht bildeten in der Frühzeit die wirtschaftlichen Grundlagen für die Erschließung der Region.
Nach der Niederschlagung der auf den Bogotazo zurückzuführenden Aufstände gewann die Familie Turbay in Caquetá sehr großen Einfluss und bestimmte über Jahrzehnte die politische und wirtschaftliche Entwicklung des Landes.
Mit dem Beginn der Guerilla-Aktivitäten der FARC ab 1964 wurde Caquetá sehr bald zu einer der unruhigsten und gefährlichsten Regionen Kolumbiens. Von 1998 bis 2002 gewährte der damalige kolumbianische Präsident, Andrés Pastrana, der FARC die Einrichtung einer selbstverwalteten entmilitarisierten Zone in der Region um San Vicente del Caguán.
Der Absturz des Kleinflugzeugs vom 1. Mai 2023, den nur 4 Kinder überlebten, die sich 40 Tage im Regenwald durchbrachten, bevor sie gefunden wurden, geschah in diesem Departement.

## Besiedlung
Die Besiedlung ist dünn; lediglich der Gebirgsrandstreifen ist durchgängig bevölkert. Mehr als die Hälfte der Einwohner von Caquetá lebt in der Hauptstadt Florencia. Entlang des Río Caquetá finden sich vereinzelte, kleine Ansiedlungen, die keine Straßenverbindung zum übrigen Teil des Landes haben. Insgesamt besitzt das Departamento derzeit 16 Gemeinden, die überwiegend im westlichen Landesteil liegen.
Im Amazonasbecken existieren zahlreiche ethnische Minderheiten indianischen Ursprungs, die einen autonomen Sonderstatus genießen.

## Administrative Unterteilung
Das Departamento del Caquetá besteht aus 16 Gemeinden. Die Einwohnerzahlen sind auf Grundlage der Volkszählung des DANE 2018 angegeben, hochgerechnet für das Jahr 2022.
| Gemeinde               | Einwohnerzahl 2022 |
| ---------------------- | ------------------ |
| Albania                | 4.489              |
| Belén de los Andaquíes | 11.418             |
| Cartagena del Chairá   | 31.817             |
| Currillo               | 7.938              |
| El Doncello            | 19.692             |
| El Paujil              | 18.859             |
| Florencia              | 176.706            |
| La Montañita           | 15.003             |
| Milán                  | 10.165             |
| Morelia                | 3.826              |
| Puerto Rico            | 26.838             |
| San José del Fragua    | 13.379             |
| San Vicente del Caguán | 53.717             |
| Solano                 | 11.749             |
| Solita                 | 6.480              |
| Valparaíso             | 7.199              |

## Infrastruktur
Caquetá ist auf dem Landweg erreichbar auf einer asphaltierten Straße, die von Neiva, der Hauptstadt vom Departamento del Huila, die Kordillere überquert. Die meisten übrigen Orte sind durch eine ebenfalls asphaltierte Straße von Florencia aus erreichbar. Florencia besitzt einen Regionalflughafen, der täglich von Bogotá aus angeflogen wird.
Der Osten von Caquetá ist weitgehend unerschlossen. Die entlang des Río Caquetá und seiner Zuflüsse gelegenen Orte sind zum großen Teil nur über den Fluss zu erreichen. Ausgangspunkt ist der kleine Hafen Puerto Arango, ca. 20 km nördlich von Florencia am Río Hacha gelegen.
Durch die Stromschnellen von Araracuara ist der Río Caquetá für eine durchgehende Schifffahrt nicht geeignet. Der deshalb spärliche Güterverkehr nach Osten (Brasilien, Peru) geht über eine Straßenverbindung über die Landenge zwischen den Flüssen Río Putumayo und Río Caquetá auf der Höhe von Puerto Leguízamo, an der Grenze zu Ecuador am durchgehend schiffbaren Río Putumayo gelegen.
Am Río Caquetá findet sich die Ansiedlung Solano, die für die Verkehrsverbindung in die Amazonasregion hinein von Bedeutung ist. Solano ist nur mit dem Flugzeug oder mit dem Schiff erreichbar.
Die medizinische Versorgung ist durch ein Zentralkrankenhaus in der Hauptstadt Florencia für kolumbianische Verhältnisse eher überdurchschnittlich; das Krankenhaus wurde jedoch 2006 durch ein Bombenattentat beschädigt. Besonders beansprucht ist die medizinische Infrastruktur vor allem durch die zahlreichen Bürgerkriegsopfer, in den meisten Fällen Zivilisten.

## Wirtschaft
Caquetá besitzt nahezu keine Industrie. Die wirtschaftliche Basis bilden Landwirtschaft und Viehzucht. Es existieren einige wenige lebensmittelverarbeitende Betriebe, die vornehmlich für den lokalen Markt produzieren. Wichtigster Arbeitgeber ist daher die regionale Regierung von Caquetá selbst, die einige der wichtigsten Betriebe als Staatsbetriebe führt.
Hierbei gibt es jedoch immer wieder erhebliche wirtschaftliche Probleme. So ist die staatlich geführte „Licorera del Caquetá“ durch Managementfehler an den Rand des Konkurses geraten; da aus den Einnahmen des Alkoholverkaufs das Kulturinstitut von Caquetá finanziert wird, sind die Auswirkungen eines Unternehmensproblems immer verknüpft mit Verschlechterungen der regionalen Infrastruktur.
Die tägliche Milchproduktion Caquetás beträgt gegenwärtig etwa 700.000 Liter. Der überwiegende Teil dieser Produktion wird in einer in Florencia gelegenen Anlage der Firma Nestlé pasteurisiert, danach im ca. 1000 km entfernten Valledupar zu Trockenmilch verarbeitet.
Neben der Milchproduktion ist auch die Fleischproduktion von großer wirtschaftlicher Bedeutung.
97 % der gewerblichen Wertschöpfung im Departamento kommen aus Klein- und Kleinstbetrieben, sog. „Microempresas“. Im Jahr 2004 hat die Regionalregierung aufgrund der überdurchschnittlichen Armut ein Investitionsprogramm aufgelegt, das private Investitionen fördern soll und, vornehmlich im agroindustriellen Sektor, neue Arbeitsplätze schaffen soll. Das Programm zeigt zwar erste Erfolge, von einer Entspannung der wirtschaftlichen Situation kann jedoch nicht die Rede sein.
Die veröffentlichte Arbeitslosenquote liegt bei 24 %. Wie überall in Kolumbien sind mehr als die Hälfte der Arbeitnehmer in der sogenannten informellen Wirtschaft beschäftigt.
Die wirtschaftliche Entwicklung in Caquetá wird unter anderem von ausländischen Regierungs- und Nichtregierungsorganisationen gefördert. So wurde z. B. mit Hilfe der USAid, einer US-amerikanischen Regierungsorganisation zur Entwicklungshilfe, im Jahr 2005 eine große Kautschukverarbeitungsanlage gebaut. Diese geht am Bedarf der Region allerdings vorbei; mit den gegenwärtig ca. 5000 ha Anbaufläche beträgt die Verarbeitungsdauer der gesamten Produktion ca. zwei Tage pro Monat. Die übrige Zeit steht die Anlage still.
Sowohl die GTZ als auch die Diakonie haben bereits Projekte und Kooperationen in Caquetá durchgeführt bzw. unterstützt.
Eine nicht zu unterschätzende wirtschaftliche Bedeutung besitzt immer noch der Koka-Anbau. Insbesondere der nördliche Teil von Caquetá ist davon sehr stark betroffen.

## Sicherheit
Die Sicherheitslage in Caquetá ist derzeit schwierig. De facto kontrolliert die Regierung lediglich die Hauptstadt und einen Bereich von ca. 60 km nach Norden und Süden. Im Norden, rund um die Ortschaft San Vicente del Caguán, befand sich bis zum Jahr 2001 die entmilitarisierte, von der FARC selbstverwaltete sogenannte „Zona de Despeje“. Seit ihrer Rückeroberung durch die kolumbianische Armee werden sehr häufig Anschläge durch die FARC in dieser Region verübt. Daneben gibt es eine starke paramilitärische Präsenz.
Insbesondere die Regionen um die Ortschaften Cartagena del Chairá und San Vicente del Caguán gelten als besonders gefährdet; die Guerillatruppe verübt hier regelmäßig Übergriffe.
Durch die schwierige Sicherheitslage kommt es in Caquetá zu Vertreibungen von Familien aus dem ländlichen Raum in erheblichem Umfang. Nach einer Statistik der Regionalregierung sind von 1998 bis 2004 37.762 Menschen vornehmlich von der linksgerichteten FARC von ihrem Land vertrieben worden. Die Stadt Florencia hat in diesem Zeitraum 82,07 % dieser Flüchtlinge aufgenommen. Dieses schnelle und unerwünschte Wachstum führt zu erheblichen infrastrukturellen und wirtschaftlichen Notsituationen.